# Jeanne Panne
Jeanne Panne, född 1593 i Nieuwpoort, död 16 maj 1650 i Nieuwpoort, var en kvinna som blev avrättad för häxeri i Spanska Nederländerna. 
Hon var bagarhustru i Nieuwpoort. Hon hade rykte om sig för att vara häxa eftersom hennes far avrättades som trollkarl. Hon anklagades för att ha förhäxat män till impotens. Hon torterades till erkännande och djävulsmärket upptäcktes på hennes kropp. Hon avrättades genom att brännas på bål. 
Heksenfeesten anordnas vart tredje år i kuststaden Nieuwpoort: Jeanne Pannes liv återspelas i olika scener, avslutat med en gestaltning av hennes avrättning. 
Ett minnesmärke har satts upp över henne. 